# Francisco Carreiro da Costa
Francisco Carreiro da Costa (Lagoa (Açores), 6 de março de 1913 — Ponta Delgada, 29 de junho de 1981) foi um professor, intelectual e político açoriano que se notabilizou pela sua obra de etnografia e como dirigente cultural.

## Biografia
Francisco Carreiro da Costa nasceu na vila da Lagoa, na ilha de São Miguel, filho de Maria Estrela Carreiro da Costa e de Germano da Costa, então um dos principais comerciantes daquela vila micaelense.
Fez a instrução primária na sua vila natal, ingressando no ano de 1923 no Liceu Central Antero de Quental, designação que então tinha o Liceu de Ponta Delgada. Concluiu o curso liceal em 1932, época em que já era conhecido como dinamizador de várias atividades culturais, incluindo o teatro, e como colaborador dos jornais da cidade de Ponta Delgada.
Ingressou em 1932 na Faculdade de Direito da Universidade de Lisboa, onde iniciou estudos na área do Direito. Não sentindo vocação para a advocacia, em 1934 transferiu-se para a Faculdade de Letras da mesma Universidade, onde concluiu em 1940 a licenciatura em Ciências Histórico-Filosóficas, com a dissertação O descobrimento e o reconhecimento dos Açores. Durante o seu percurso académico em Lisboa esteve ligado às atividades do Grémio dos Açores, a instituição que precedeu a atual Casa dos Açores em Lisboa, sendo relevantes a sua colaboração com Armando Narciso na organização e condução do Primeiro Congresso Açoriano.
Tendo aderido à ideologia do Estado Novo e tendo sido relevante o seu contacto com a intelectualidade e com os políticos açorianos durante o Congresso Açoriano, logo que terminou o curso surgiram de imediato múltiplas oportunidades de ingresso na estrutura administrativa açoriana.
Em consequência, naquele mesmo ano regressou aos Açores iniciando uma intensa carreira político-administrativa, científica e educativa que o afirmariam como personalidade marcante e influente na sociedade açoriana do seu tempo.
Logo em 1940 foi nomeado secretário particular do capitão Rafael Sérgio Vieira, que naquele ano assumiu o sensível cargo de governador civil do Distrito Autónomo de Ponta Delgada, cidade que estaria destinada a servir de local de refúgio ao governo português em caso de invasão da Península Ibérica por qualquer dos beligerantes da então acirrada Segunda Guerra Mundial.
Afirmando a sua posição como um dos delfins da política nacionalista da época, logo no ano imediato passou a presidir à direção da Acção Católica em Ponta Delgada e ingressou na Comissão de Distrito da União Nacional, depois Acção Nacional Popular. Nesta última qualidade participou, em maio de 1944, no Congresso da União Nacional com a comunicação Autarquias insulares e suas relações com o poder central.
A sua ascensão na vida política local foi meteórica: foi vogal da Comissão Administrativa da Junta Geral do Distrito Autónomo de Ponta Delgada (1940-1941); presidente da Câmara Municipal da Lagoa (1942-1943); procurador eleito da Comissão Administrativa da Junta Geral do Distrito Autónomo de Ponta Delgada integrando a respetiva comissão executiva (1943); vice-presidente da Comissão Reguladora dos Cereais do Arquipélago dos Açores, desde 1944 até ao fim da instituição em 1972; vice-presidente da Câmara Municipal de Ponta Delgada (1952-1955); para além de muitos outros cargos e comissões de menor relevo.
Paralelamente, entre 1941 e 1952, foi professor provisório na Escola Industrial e Comercial Velho Cabral, de Ponta Delgada, e em 1959 foi nomeado pelo Secretariado Nacional de Informação para o cargo de presidente da Comissão Regional de Turismo das ilhas de S. Miguel e Santa Maria. Exerceu estas últimas funções durante 10 anos, ocupando-se, principalmente, da propaganda e do apetrechamento turístico das duas ilhas.
Com forte pendor para o dirigismo cultural, foi membro fundador do Instituto Cultural de Ponta Delgada (1943), a cuja direção pertenceu até à sua morte, e do Instituto Açoriano de Cultura (1956). Foi sócio da Sociedade de Estudos Açoreanos Afonso Chaves (desde 1941) e do Núcleo Cultural da Horta (desde 1956). Presidiu ainda à delegação em Ponta Delgada da Sociedade Histórica da Independência de Portugal e foi sócio correspondente do Instituto Histórico da Ilha Terceira.
Para além destas atividades de caráter oficial e associativo, dedicou-se apaixonadamente ao estudo da etnologia dos Açores, realizando, apesar dos vários cargos que ocupou, uma obra exaustiva de descoberta, recolha e coordenação dos valores da tradição regional, que trabalhou com método e pertinácia e que divulgou largamente.
Colaborador assíduo da imprensa açoriana, foi codiretor e editor do semanário A Ilha (Ponta Delgada) (1940-1941) e diretor do diário Correio dos Açores (Ponta Delgada) (1941). Sócio ativo das diversas agremiações culturais de que fazia parte, colaborou com assiduidade nas revistas Açoreana e Instituto e no Boletim da Comissão Reguladora dos Cereais do Arquipélago dos Açores, de que foi redator principal e editor desde sua fundação em 1945.
O Boletim da Comissão Reguladora dos Cereais do Arquipélago dos Açores era um órgão destinado à divulgação agrária e de matérias referentes à coordenação económica e à atividade corporativa no âmbito agrícola. Aqueles objetivos dificilmente fariam do ‘’Boletim’’ um lugar de grande produção intelectual. Contudo, a energia e a influência de Carreiro da Costa tudo isto mudou: atraiu ali um conjunto de colaboradores ilustres e ali publicou os seus trabalhos mais importantes. O Boletim, hoje extinto, é um repositório de interessantes colaborações nas mais diversas áreas.
Iniciadas no âmbito das suas funções como presidente da Comissão Regional de Turismo, entre abril de 1945 e maio de 1974, produziu semanalmente uma palestra aos microfones do Emissor Regional dos Açores, publicando-as no dia imediato na imprensa local. Foram 1528 palestras, subordinadas ao tema geral Tradições, Costumes e Turismo nos Açores, nas quais divulgou múltiplos aspetos da etnografia, história, geografia e história natural dos Açores.
Participou nas 1.ª, 3.ª e 4.ª Semana de Estudo dos Açores, eventos realizados nos anos de 1961, 1964 e 1965. Nelas apresentou comunicações sintituladas Religiosidade do povo açoriano através do seu folclore, Potencialidades turísticas dos Açores e Breve história das manifestações culturais dos Açores.
Manteve correspondência assídua com personalidades e instituições culturais de diversos países e colaborou em diversas obras de referência fornecendo o conteúdo de verbetes sobre os Açores.
Também cultivou as artes, fazendo estatuetas em barro, que cozia na Lagoa, e fazendo desenhos de temática etnográfica. Também se lhe conhecem algumas poesias de cunho intimista.
Quando em agosto de 1973 foi criada a Escola Normal Superior de Ponta Delgada foi convidado a integrar a sua comissão instaladora, tendo sido um dos seus membros mais ativos. Quando, na sequência da Revolução dos Cravos, esta se transformou em Instituto Universitário dos Açores, manteve-se ligado à estrutura, lecionando naquele estabelecimento universitário a disciplina Sociedade e Cultura Açorianas. As lições proferidas foram editadas em 1978 com o título Esboço Histórico dos Açores.
A 5 de dezembro de 1973, foi agraciado com o grau de Comendador da Ordem do Infante D. Henrique.

## Principais obras publicadas
- (1945) - Os Açores e o problema cerealífero português do século XV. Separata do Boletim da Comissão Reguladora dos Cereais do Arquipélago dos Açores, 1.
- (1949) - Terminologia agrícola micaelense. Separata do Boletim da Comissão Reguladora dos Cereais do Arquipélago dos Açores, 3-9.
- "História das Igrejas e Ermidas dos Açores". Ponta Delgada (Açores): jornal Açores, 17 de abril de 1955 - 17 de outubro de 1956.
- (1978) - Esboço histórico dos Açores. Ponta Delgada, Instituto Universitário dos Açores.
- (1989, 1991) - Etnologia dos Açores, ed. Rui de Sousa Martins. Lagoa, Câmara Municipal, 2 volumes.